# Эскадренные миноносцы типа «Импетуозо»
Импетуо́зо (итал. Impetuoso) ― эскадренные миноносцы, построенные для ВМС Италии после Второй Мировой войны. Тип «Импетуозо» был призван заменить тип «Сан-Джорджо». Два корабля были заказаны Военно-морскими силами в феврале 1950 года, поступили на службу в 1958 году и были списаны в начале 1980-х годов.

## Служба
Два корабля типа «Импетуозо» были заказаны ВМС Италии в феврале 1950 года, чтобы заменить устаревшие к тому времени эсминцы «Сан-Джорджо» и «Кентауро». Разработка и постройка продолжались до 1958 года, и в том же году суда были приняты в эксплуатацию Военно-морскими силами. Эксплуатация эсминцев продолжалась до 1983 года, когда они были списаны.

## Описание

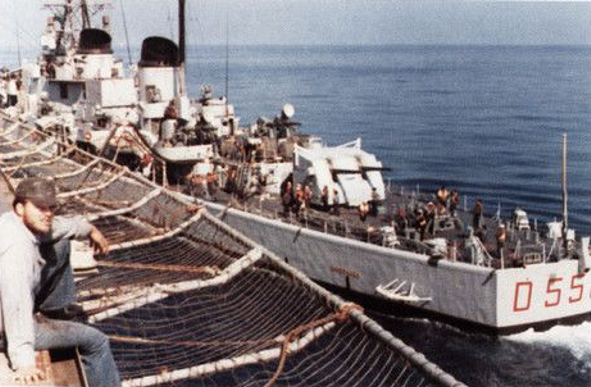
«Импетуозо (D558)» в мае 1977 года

Дизайн корпуса типа «Импетуозо» был основан на незавершённом проекте эсминца «Командир Медальи д’Оро» времён Второй Мировой войны. Длина судов составляла 127,6 м, длина между перпендикулярами ― 123,4 м, ширина ― 13,2 м, осадка ― 4,5 м, водоизмещение ― 2 775 тонн (стандартное) и 3 810 тонн (при полной загрузке). Корабли были оборудованы двумя турбинами с зубчатым приводом, а также четырьмя котлами типа «Фостер Уилер» общей мощностью 65 000 л. с. (48 Мегаватт). Максимальная скорость равнялась 34 узлам (63 км/ч), дальность плавания составляла 3000 морских миль при скорости в 16 узлов (30 км/ч). Экипаж состоял из 315 человек.

## Вооружение и электроника
Эсминцы были вооружены двумя спаренными артиллерийскими орудиями 127-мм/38, спаренными и счетвёренными установками «Bofors» 40 мм/60 общим количеством 16, а также одним миномётом «Menon» 305 мм. Корабли были также оборудованы двумя зафиксированными 533-миллиметровыми торпедными аппаратами, которые были позже заменены 324-миллиметровыми ТА, пригодными для запуска торпед Марк 44. В конце 1960-х годов ВМС предложили программу модернизации эсминцев с заменой прежних ТА на один лёгкий аппарат калибра 127/54 и установкой на корме аппарат для запуска ракет класса «земля-воздух» RIM-24 «Тартар».
Электронные и сенсорные приборы кораблей представляли собой РЛС SPS-6 (поиск воздушных целей), SG-6B (поиск наземных целей), SPG-25 и SPG-34 (системы пожаротушения), а также ГАС SQS-11, который был впоследствии заменён на SQS-4, и системой РЭБ AN/SLQ-32. К 1980 году только один из кораблей («Импетуозо (D558)») был экипирован системой радиолокационной разведки с шумоподавлением WLR-1, в то время как «Индомито (D559)» подобной системы не имел.

## Представители
| Название            | Номер | Судоверфь           | Закладка       | Спуск на воду    | Вступление в строй | Судьба                          |
| ------------------- | ----- | ------------------- | -------------- | ---------------- | ------------------ | ------------------------------- |
| Импетуозо Impetuoso | D 558 | CNR, Сестри-Леванте | 7 мая 1952     | 16 сентября 1956 | 25 января 1958     | снят с вооружения в 1983        |
| Индомито Indomito   | D 559 | Oto Melara          | 24 апреля 1952 | 9 августа 1955   | 23 февраля 1958    | снят с вооружения 3 ноября 1980 |